# Lorenzo Chiavini
Lorenzo Chiavini (1968) è un fumettista italiano.
Vive a Milano, dove si è laureato in architettura. Disegna fumetti Disney dagli anni '90. Ha collaborato con Giuseppe Zironi alla serie L'Ours de la Spadaccia, per la casa editrice Paquet, e con Zironi e Roberto Ronchi a Milky. Inoltre ha illustrato libri della serie Geronimo Stilton.